# Malin Ek
Malin Ek, född 18 april 1945 i Malmö, är en svensk skådespelare.

## Biografi
Ek är dotter till skådespelaren Anders Ek och koreografen Birgit Cullberg samt syster till premiärdansören Niklas Ek och tvillingsyster till regissören Mats Ek. Hon är mor till Moa Ek, Edvin Ek och skådespelaren Elin Klinga.
Malin Ek studerade vid Scenskolan i Stockholm 1965-1968. Därefter engagerades hon vid Dramaten där hon gjorde sin debut i Alice i Underlandet (1968). Hon gjorde en uppmärksammad roll i Ingmar Bergmans uppsättning av Ett drömspel (1970). 1982 lämnade hon Dramaten för Stockholms Stadsteater och hon har även varit verksam vid Orionteatern.

## Filmografi
- 1969 – En passion
- 1974 – En skugga (TV)
- 1975 – Figaros bröllop (TV)
- 1979 – Barnförbjudet
- 1980 – Barnens ö
- 1982 – Mamma
- 1985 – Falsk som vatten
- 1986 – Bröderna Mozart
- 1990 – Skyddsängeln
- 1992 – Söndagsbarn
- 1993 – Hemresa (TV)
- 1996 – Bengbulan
- 2006 – Wellkåmm to Verona
- 2008 – Majken

## Teater

### Roller (ej komplett)
| År   | Roll               | Produktion                            | Regi                | Teater                   |
| ---- | ------------------ | ------------------------------------- | ------------------- | ------------------------ |
| 1970 | Mathilda           | Brända tomten August Strindberg       | Alf Sjöberg         | Dramaten                 |
| 2000 | Modern             | Löparen Mattias Andersson             | Mattias Andersson   | Stockholms stadsteater   |
| 2007 | Mor                | Blottare och parasiter Lucas Svensson | Ole Anders Tandberg | Dramaten                 |
| 2008 | Maria Eleonora     | Kristina August Strindberg            | Jagoš Marković      | Dramaten                 |
| 2010 | Agathe             | Slott i Sverige Françoise Sagan       | Jenny Andreasson    | Dramaten                 |
| 2011 | Källartanten       | En egen ö Laura Ruohonen              | Jenny Andreasson    | Dramaten                 |
| 2011 | Ira                | Tjuvar Dea Loher                      | Jenny Andreasson    | Dramaten                 |
| 2012 | Bengtsson          | Spöksonaten August Strindberg         | Mats Ek             | Dramaten                 |
| 2012 | Charlotte Peloux   | Chéri Colette                         | Jenny Andreasson    | Dramaten                 |
| 2013 | Mrs Amelia Tilford | De oskyldiga Lillian Hellman          | Jenny Andreasson    | Dramaten                 |
| 2015 | Emmi               | Rädsla urholkar själen Irena Kraus    | Nadja Weiss         | Kulturhuset Stadsteatern |

## Priser och utmärkelser
- 1983 – Guldbaggen för bästa kvinnliga huvudroll i Mamma
- 1985 – Guldbaggen för bästa kvinnliga huvudroll i Falsk som vatten
- 1990 – Guldbaggen för bästa kvinnliga huvudroll i Skyddsängeln[3]
- 2009 – Gunn Wållgren-stipendiet[4]
- 2010 – O'Neill-stipendiet[5]